# Ordre de Zayed
L'ordre de Zayed est la plus haute décoration des Émirats arabes unis.
L'ordre est nommé en l'honneur de Zayed ben Sultan Al Nahyane, premier président de l'État des Émirats arabes unis.

## Membres
- 23 janvier 1995 : Naruhito, prince héritier du Japon[1],[2].
- 2 février 2002: Lalla Hasna, princesse du Maroc[3],[4].
- 27 novembre 2003 : Sepp Blatter, président de la FIFA[5]
- 6 janvier 2005 : Tamim bin Hamad Al Thani, prince héritier du Qatar[6]
- 2 février 2005 : Hamad bin Isa Al Khalifa, roi du Bahreïn[7]
- 13 mars 2006 : Sabah Al-Ahmad Al-Jaber Al-Sabah, émir du Koweït[8]
- 26 août 2007 : Gurbanguly Berdimuhamedow, président du Turkménistan[9]
- 25 janvier 2007 : général Pervez Musharraf, président du Pakistan[10]
- 14 janvier 2008 : Nicolas Sarkozy, président de la République française de 2007 à 2012.
- 10 septembre 2007 : Vladimir Poutine, président de la fédération de Russie[11]
- 25 novembre 2010 : Élisabeth II, reine du Royaume-Uni et des autres royaumes du Commonwealth[12]
- 10 février 2009 : general Michel Sleiman, président du Liban
- 9 janvier 2012 : Beatrix, reine des Pays-Bas
- 6 mai 2015 : Mohammed VI, roi du Maroc[13]
- 3 décembre 2016 : Salmane ben Abdelaziz Al Saoud, roi d'Arabie saoudite[14]
- 20 juillet 2018 : Xi Jinping, président de la république populaire de Chine [15],
- 24 juillet 2018 : Abiy Ahmed, Premier ministre d'Éthiopie[16]
- 24 juillet 2018 : Isaias Afwerki, président de l'État d'Érythrée
- 24 août 2019 : Narendra Modi, Premier ministre de l'Inde[17]
- 18 juillet 2022 : Emmanuel Macron, président de la République française[18]